# Publi Corneli Escipió (cònsol any 56)
Publi Corneli Escipió (en llatí: Publius Cornelius Scipio) va ser un magistrat romà. Possiblement era fill d'un Corneli Escipió que va ser legat del procònsol d'Àfrica Juni Bles en la guerra contra Tacfarines l'any 22. Formava part de la gens Cornèlia i era de la família dels Escipió.
La seva dona Popea Sabina va ser executada per orde de Messal·lina, esposa de l'emperador Claudi i no es va atrevir a desaprovar el fet. Va mostrar la seva servitud més endavant quan va proposar donar les gràcies al llibert de l'emperador, Pal·les, perquè havia permès considerar-se un servidor de Claudi tot i ser descendent dels antics reis d'Arcàdia. Va ser elegit cònsol sota l'emperador Neró l'any 56 juntament amb Quint Volusi Saturní, probablement el seu cosí.